# Gizmodo
Gizmodo è un blog sulla tecnologia elettronica di consumo. Fa parte del gruppo Gawker Media gestito da Nick Denton, ed è conosciuto per l'aggiornamento e la copertura sul settore tecnologico. Secondo Technorati è il quarto blog più popolare al mondo.

## Descrizione
Il blog, lanciato nel 2002, era originariamente curato da Peter Rojas, ma poi Rojas fu reclutato dalla Weblogs, Inc. per lanciare il sito Engadget, di contenuto simile. Da metà 2004, Gizmodo e Gawker insieme hanno fatturato circa 6.500 dollari al mese.
Nel 2005, VNU e Gawker Media hanno lanciato Gizmodo in francese, tedesco, olandese, spagnolo, italiano e portoghese, aggiungendo contenuti di interesse locale. Dal 2007 è stato inoltre lanciato Gizmodo Australia.
Direttore editoriale di Gizmodo è Brian Lam.
Al 2023 il sito principale riceve oltre 18 milioni di visualizzazioni mensili, rendendolo uno dei 1000 siti più visitati degli Stati Uniti.

### Il caso del prototipo di iPhone 4 ritrovato in un bar (2010)
Fece discutere il caso del ritrovamento in un bar di un prototipo dell'iPhone 4 di Apple nell'aprile 2010, che Gizmodo dovette immediatamente restituire e che portò la testata a non venire più invitata agli eventi tenuti da Apple stessa fino al 2014.